# Pfarrkirche Häselgehr

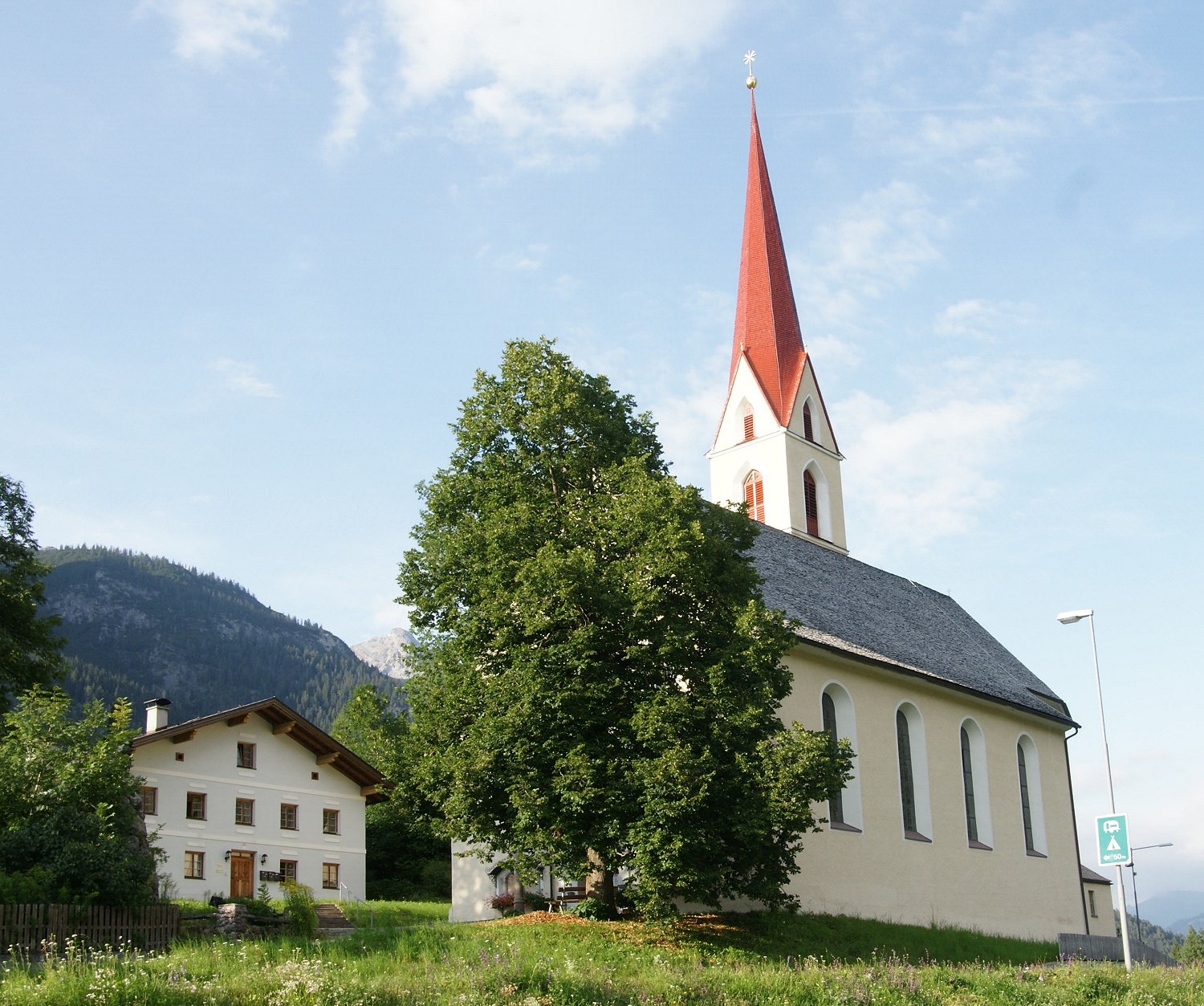
Widum und Pfarrkirche hl. Martin

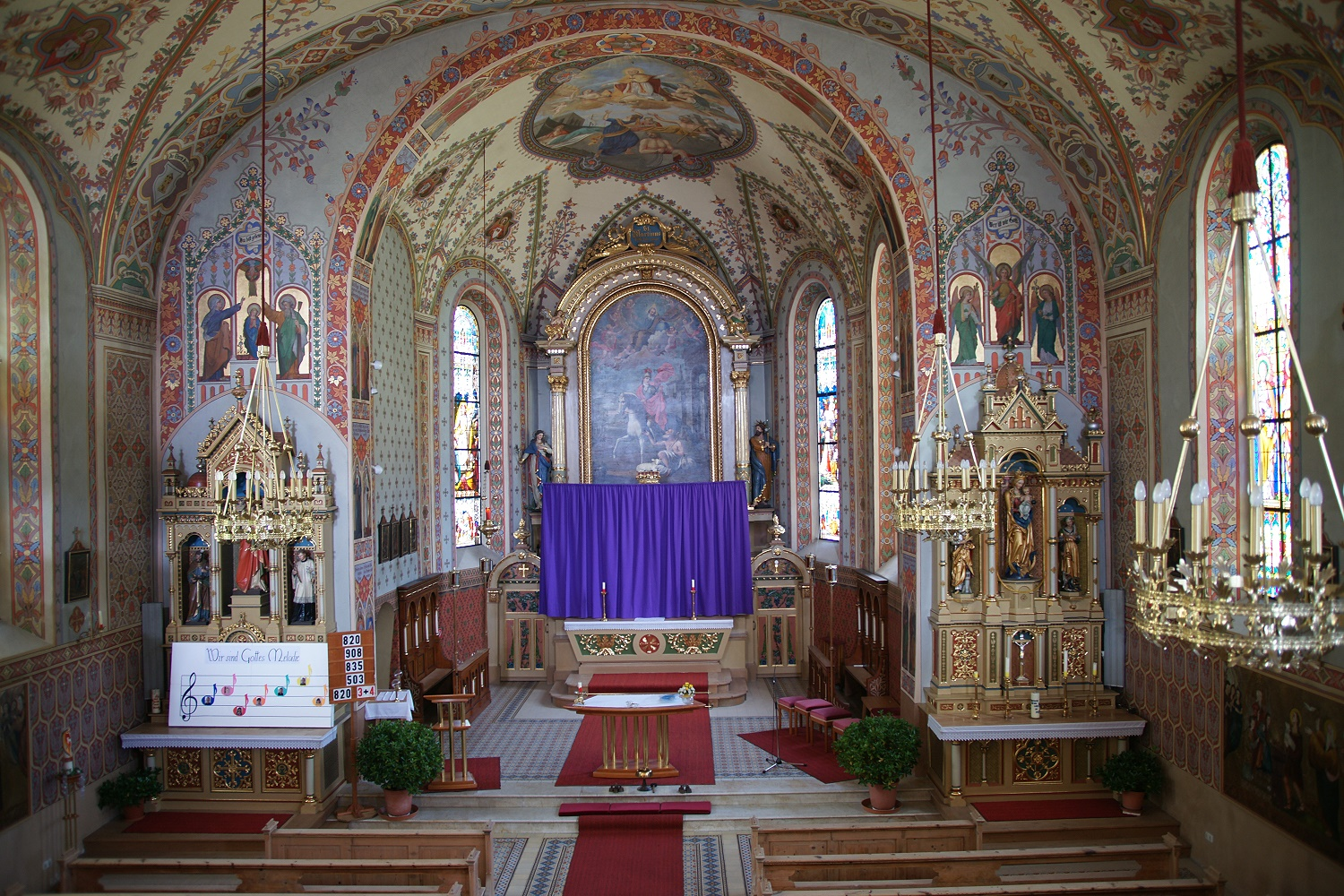
Dichte Schablonen-Dekorationsmalerei und Bilder von Johann Kärle

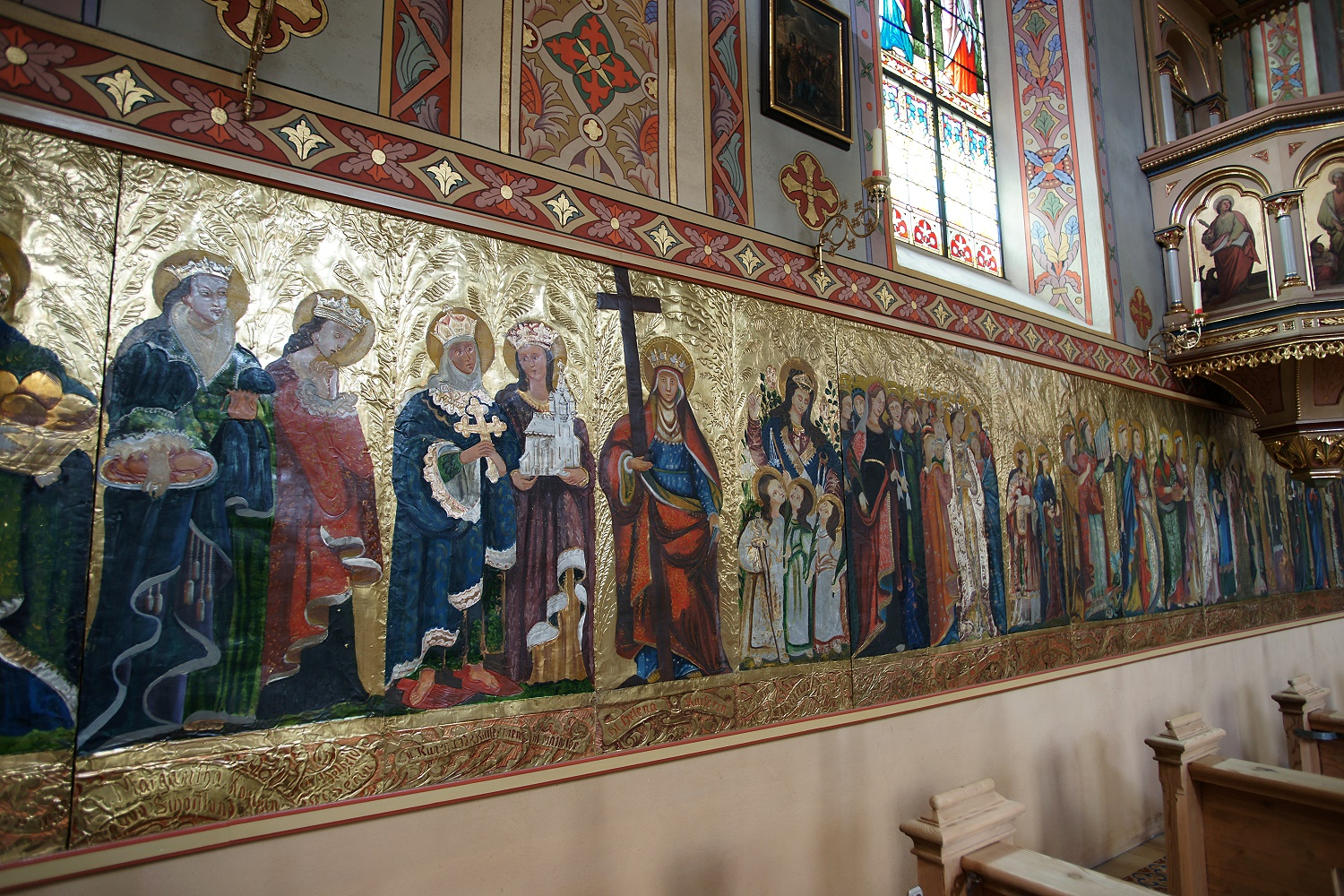
Einzug der Heiligen auf umlaufender Blechverkleidung von Wendelin Ambrosi

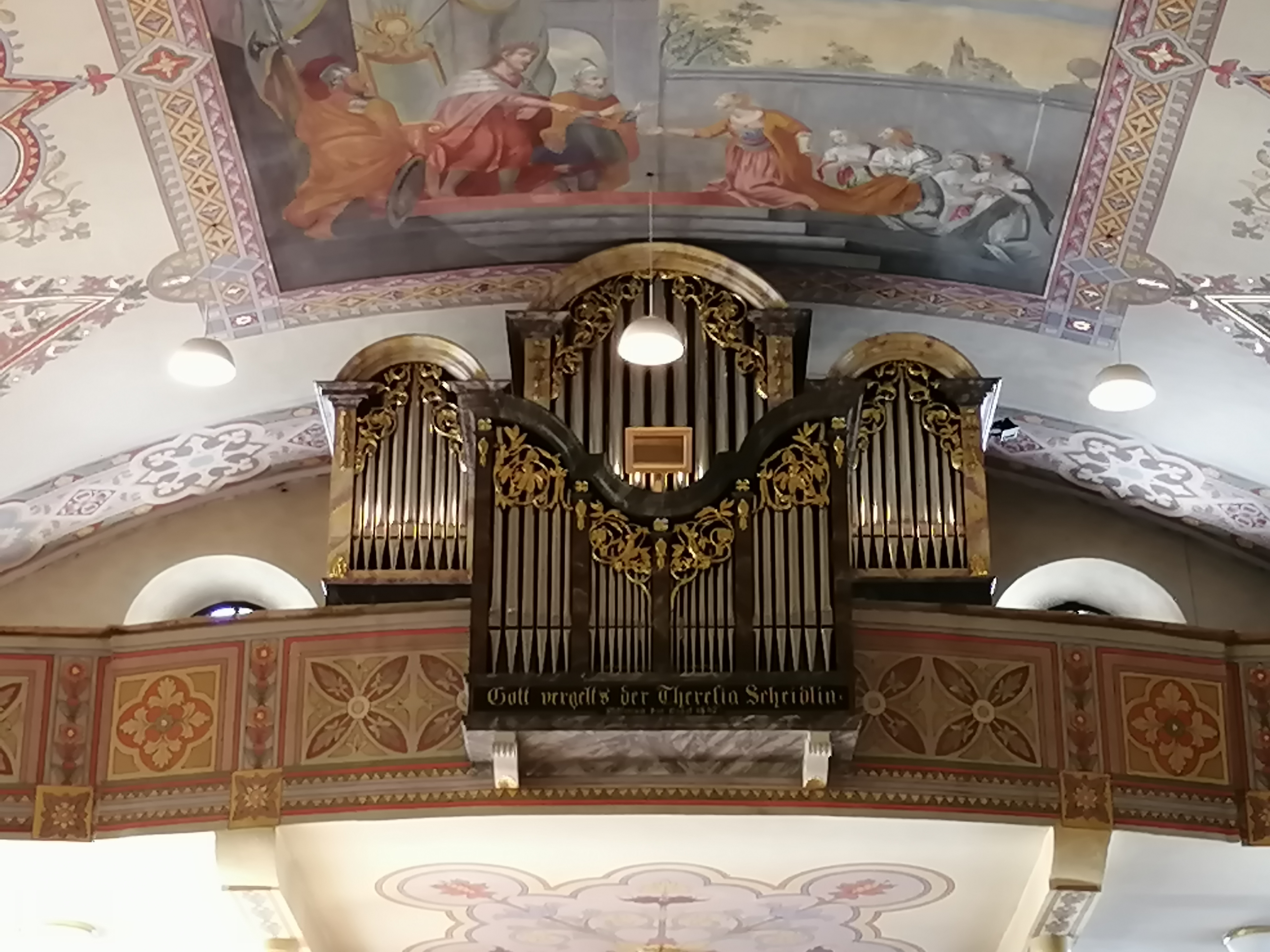
Prospekt mit Rückpositiv der Pflüger-Orgel von 1842 auf der oberen Empore

Die Pfarrkirche Häselgehr steht in der Gemeinde Häselgehr im Bezirk Reutte in Tirol. Die römisch-katholische Pfarrkirche hl. Martin gehört zum Dekanat Breitenwang in der Diözese Innsbruck. Die Kirche mit dem selbständigen nördlich liegenden Friedhof mit einer Aufbahrungshalle und dem dazwischen situierten Widum stehen unter Denkmalschutz.

## Geschichte
1689 wurde eine Martinskapelle in Unterhöf genannt. 1704 erfolgte ein Neubau, 1721 wurde ein Priester genannt, und 1732 der Neubau geweiht. 1740 wurde das Widum erbaut und die Ausstattung und der Kirchturm restauriert. 1753 wurde das Langhaus verlängert. 1803 erfolgte ein spätklassizistischer Neubau. 1822 wurde der barocke Kirchturm zur Hälfte abgetragen und mit einem Giebelspitzhelm höher ausgeführt. 1891 wurde die Kirche zur Pfarrkirche erhoben.

## Architektur
Die Kirche liegt an der Lechbrücke am Nordostrand des Straßendorfes. Das vierjochige Langhaus als breiter Saalraum mit einem Stichkappentonnengewölbe wurde mit einer dichten Schablonendekorationsmalerei von Johann Kärle ausgemalt. Das Langhaus hat im Westen eine Doppelempore auf vier Säulen. Der eingezogene Chor hat einen 3/8-Schluss.
Das Fresken Glorie des hl. Martin im Chor malten 1806 Karl Selb und Josef Anton Selb, sowie im Langhaus Himmelfahrt und Aufnahme Mariens in den Himmel, und über der Orgelempore Esther vor Ahasver.
Johann Kärle malte 1872/1882 Fresken, in der Chorbogenlaibung links bevorrangt Jesus und Maria und ferner Magnus, Theresia, Hedwig, Isabella, Margaretha und Monika, Engel und Taube des hl. Geistes, in der Chorlaibung rechts bevorrangt Vinzenz von Padua und Antonius und ferner Stephan, Ludwig, Alfons und Thomas, Elias und Moses. Am Chorbogen links malte Kärle Krönung Mariens und rechts Erzengel Michael. Kärle malte weiters in den Stichkappen und Dreipässen, links Judith und Holofernes, Krieger mit kniender Frau, Zacharias, Elisabeth und Anna, Jesus im Tempel, und rechts Verkündigung und Heimsuchung. Die Glasfenster mit den Heiligen Jakobus und Andreas, Bartholomäus und Matthäus schuf 1887 die Tiroler Glasmalereianstalt Innsbruck.

## Ausstattung
Der Hochaltar aus 1810/1812 wurde 1820 vom Maler Andreas Müller gefasst. Die Figuren Maria und Josef und die beiden auf dem Gebälk sitzenden Engel schuf 1813 der Bildhauer Franz Xaver Renn. Renn ergänzte 1822 die Figuren Petrus und Paulus, Philomena, Barbara, Genoveva und Chlodildis. Das Altarblatt auf dem die Mantelteilung des hl. Martin dargestellt wird, malte 1813 der Maler Karl Selb und sein Bruder Josef Anton Selb die beiden Tafelbilder (eines verso signiert) an der Rückwand der Orgelempore. Die Seitenaltäre wurden um 1885/1890 vom Altarbauer Josef Andergassen gefertigt und vom Maler Georg Fiegenschuh gefasst. Die Figuren der Seitenaltäre schuf 1903/1904 der Bildhauer Josef Bachlechner der Ältere.
Den neugotischen Kanzelaufbau aus 1906 schmücken am Korb Gemälde mit Christus als Guter Hirte und den vier Evangelisten und den Schalldeckel krönt ein barocker Posaunenengel von Josef Georg Witwer um 1780. Unter der Empore stehen ein Prozessionsaltärchen von Johann Richard Eberhard und eine Skulptur des hl. Martin aus der 2. Hälfte des 17. Jahrhunderts. An beiden Langhauswänden beeindruckt eine einzigartige Wandverkleidung aus getriebenem und graviertem Messigblech, die um 1880 der Kurat Wendelin Ambrosi anfertigte. Die unzähligen mit Namen versehenen Heiligen heben sich farblich vom goldgleißenden Messing ab.
Die Kreuzwegstationen schuf 1877 Johann Anton Scheidle.
Die Glocken aus 1907 und 1926 wurden in den zwei Weltkriegen eingeschmolzen. Fünf Glocken goss 1954 die Tiroler Glockengießerei Grassmayr.

## Orgel

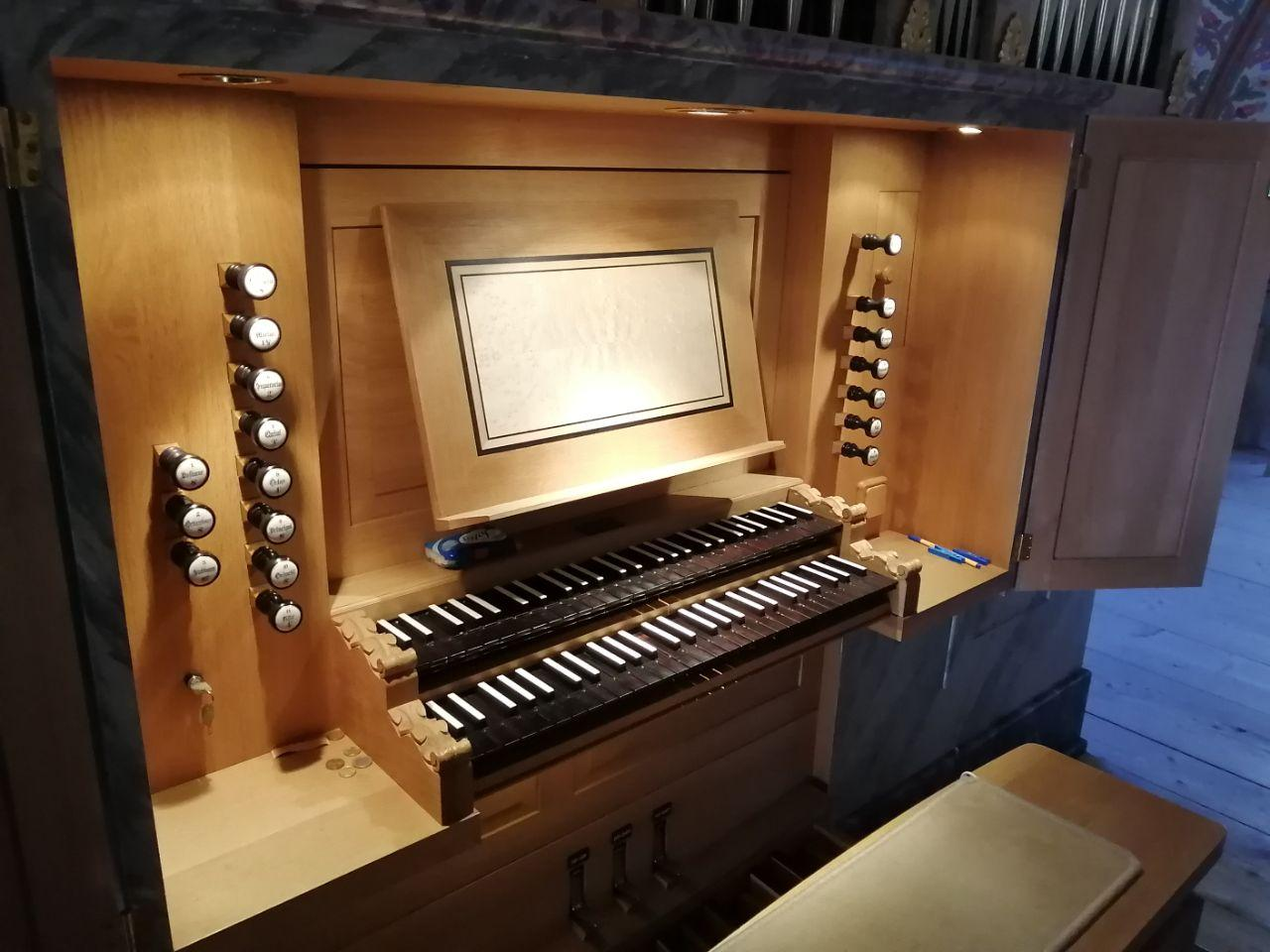
Spieltisch des Pflüger-Orgelwerks von 1997

Die Orgel wurde 1830 von Theresia Scheidle gestiftet und 1842 von Mathias Mauracher gebaut. Nach einer Restauration und Erweiterung durch die Firma Reinisch (Steinach am Brenner) in den Jahren 1938–1939 wurde 1997 ein neues Orgelwerk von Pflüger Orgelbau in das originale Gehäuse eingebaut. Das Instrument verfügt über 17 Register verteilt auf zwei Manuale und Pedal. Die Spiel- und Registertrakturen sind mechanisch.
| I Rückpositiv C–g3 |    |
| Copl               | 8′ |
| Principal          | 4′ |
| Rohrflöte          | 4′ |
| Sesquialter II     |    |
| Gemshorn           | 2′ |
| Cymbel III         | 1′ |

| II Hauptwerk C–g3 |       |
| Principal         | 8′    |
| Gedackt           | 8′    |
| Octav             | 4′    |
| Flöte             | 4′    |
| Quint             | 3′    |
| Superoctav        | 2′    |
| Mixtur            | 1 ⁄3′ |
| Trompete          | 8′    |

| Pedal C–f1 |     |
| Subbass    | 16′ |
| Octavbass  | 8′  |
| Posaune    | 8′  |

- Koppeln:: I/P, II/P, I/II